# دلفین پهلوسفید اطلس
دلفین پهلوسفید اطلس آب‌بازی با رنگ بدن مشخص و منحصر به فرد است که در آب‌های سرد و معتدل شمال اقیانوس اطلس زندگی می‌کند.

## رده‌بندی
دلفین پهلوسفید اطلس یکی از شش عضو سرده پهلوسفیدها است. نام acutus در این گونه از واژه لاتین به معنای «تیز» می‌آید و اشاره دارد به باله پشتی آن که دارای انتهایی نوک‌دار و تیز است.

## توصیف ظاهری
این دلفین از بیشتر دیگر گونه‌های دلفین‌های اقیانوسی اندکی بزرگ‌جثه‌تر است. این جانور در هنگام تولد نزدیک ۱ متر طول دارد که در هنگام بلوغ به ۲٫۸ متر در نرها و ۲٫۵ متر در ماده‌ها می‌رسد. در هنگام رشد کامل، وزن این دلفین میان ۲۳۰-۲۰۰ کیلوگرم می‌شود. ماده‌ها در فاصله ۶ تا ۱۲ به بلوغ جنسی می‌رسند و نرها در فاصله ۷ تا ۱۱ سال. مدت زمان بارداری ۱۱ ماه است و بچه‌ها تا یک و نیم سالگی از مادر خود شیر می‌نوشند. طول عمر نرها به ۲۲ سال می‌رسد و ماده‌ها به ۲۷ سال که در کل سن میانگین ۲۵ در نظر گرفته می‌شود.
مشخصه اصلی این دلفین رنگ‌آمیزی سفید تا زرد رنگی در پهلوهای آن زیر باله پشتی است. این الگوی رنگ در میان دیگر آب‌بازسانان، که داراری الگوهای رنگ‌آمیزی با مخلوطی از رنگ‌های سفید و خاکستری و آبی هستند، تک و استثنایی است. پوزه، گلو و شکم در این جانور به رنگ سفید هستند؛ باله‌های کناری و باله پشتی و پشت بدن به رنگ خاکستری سیاه متمایل به سیاه هستند به استثنای الگوی زرد رنگ پهلوها.
اندازه گروه‌های این دلفین‌ها بسته به موقعیتشان متفاوت است. گروه‌های ساکن نزدیک جزیره نیوفاندلند میانگین ۶۰ عضو در خود دارند، ولی تعداد اعضای گروه‌های نزدیک ایسلند کمتر است. از محتویات شکم دلفین‌های به دام افتاده مشخص شده است که منبع غذایی اصلی این گونه ماهی، از جمله شاه‌ماهی، و ماهی مرکب است. دلفین پهلوسفید اطلس پرجنب و جوش است و حرکات آکروباتیک بسیاری انجام می‌دهد. این دلفین همچنین به بازی بر روی موج‌های تولید شده توسط کشتی‌ها علاقه دارد، با این حال جنب و جوش آن به اندازه دلفین‌های نوک‌سفید یا دلفین‌های معمولی نیست.

## گستره و جمعیت
دلفین پهلوسفید اطلس بومی مناطق شمالی اقیانوس اطلس است. از جمله مناطقی با تراکم بالای جمعیتی این گونه کرانه‌های نیوفاندلند و دماغه کد در ماساچوست و منطقه دریایی میان انگلستان، ایسلند، گرینلند و نیز دریای شمال هستند. تخمین زده می‌شود که میان ۲۰۰ تا ۳۰۰ هزار عدد از این گونه دلفین در جهان وجود دارند.
به صورت تاریخی، این دلفین‌ها توسط ساکنان نروژ و نیوفاندلند شکار می‌شدند. جلوی چنین شکارهایی در سال‌های اخیر گرفته شد، با این حال هنوز این کار در ابعاد کوچکتر در جزیره فارو دانمارک، که در آن گوشت و چربی این جانور مصرف غذایی دارند، انجام می‌شود.

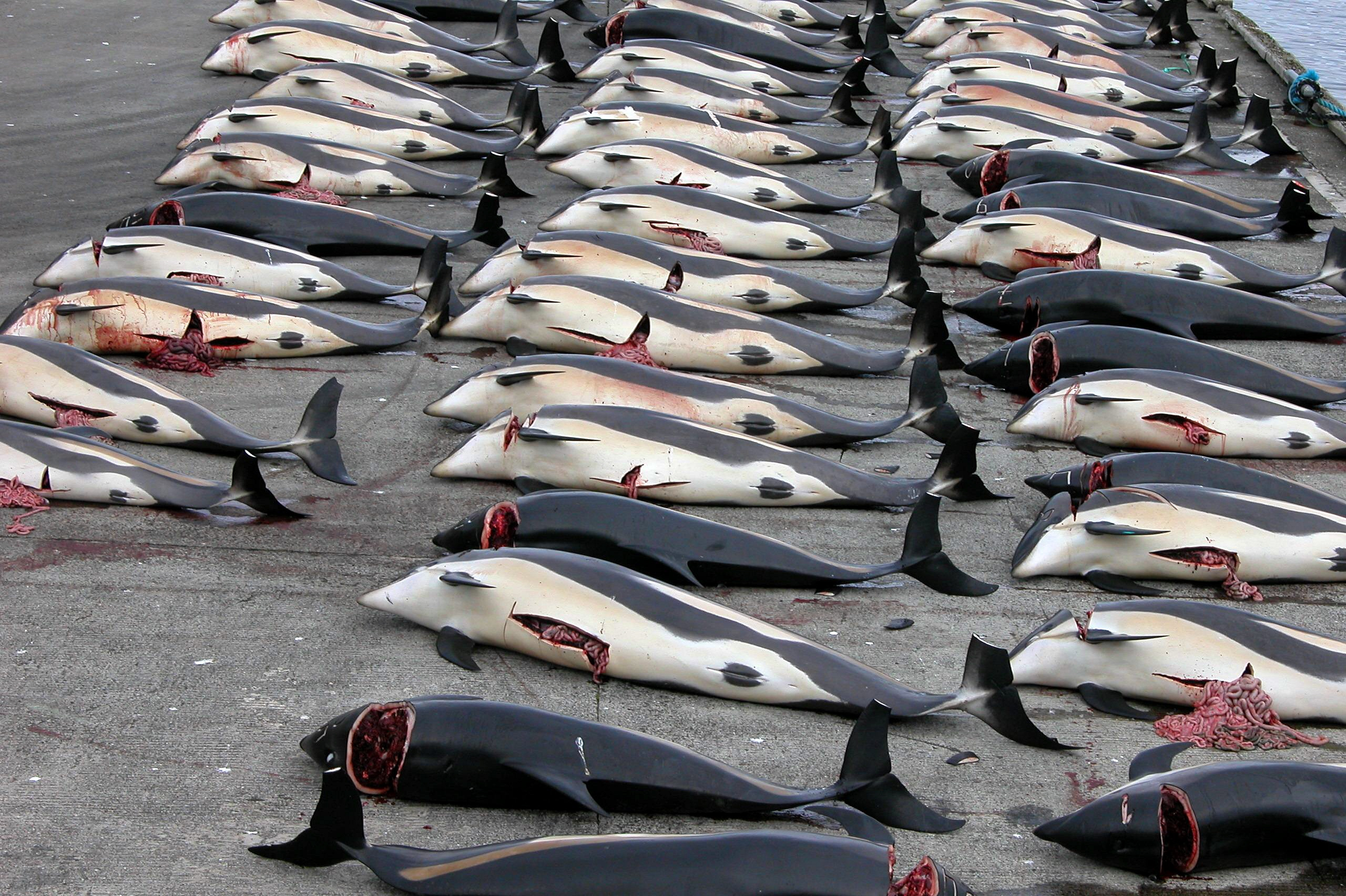
دلفین‌های پهلوسفید شکار شده در جزایر فارو
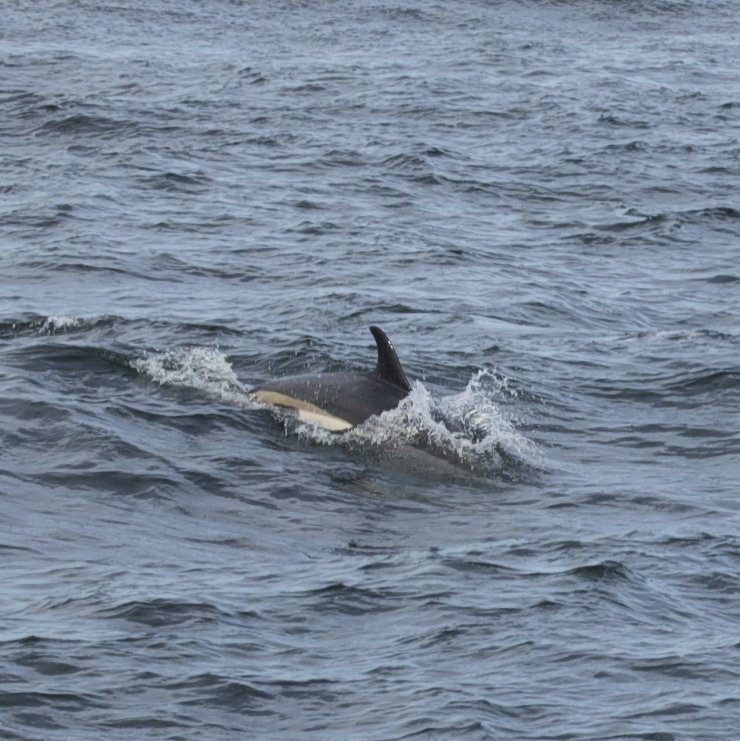
دلفین پهلوسفیدی در حال شنا در نزدیکی کرانه‌های ماساچوست